# Що було до Зелених Дахів
«Що було до Зелених Дахів» (англ. Before Green Gables) — роман канадської письменниці Бадж Вілсон, офіційний приквел до роману «Енн із Зелених Дахів» Люсі Мод Монтгомері, виданий 2008 року з нагоди сторіччя публікації першої книги з серії про Енн Ширлі.
В офіційному прес-релізі, Бадж Вілсон писала: «Я, звісно, намагаюся бути вірною дивовижному персонажеві, створеному Люсі Мод Монтгомері... Але я би не стала, точніше, не змогла б, сміливо розповісти мою частину історії Енн голосом Монтгомері. Я зроблю це своїм власним голосом, сподіваючись, що вона лишилася б задоволеною, як би була жива».

## Сюжет
У книзі розповідається про дитинство Енн Ширлі до того, як вона потрапила на ферму Зелені Дахи: про глибоку любов Волтера Ширлі та його дружини Берти, батьків Енн, які помирають від хвороби, що перебігає з гарячкою, про її подальше життя з родинами Томасів та Геммондів, а також час, проведений у притулку для сиріт.

## Екранізація
2009 року роман було екранізовано студією Nippon Animation у вигляді аніме-серіалу «Привіт, Енн! Що було до Зелених Дахів» в рамках циклу «Кінотеатр світових шедеврів».